# Rostanga pulchra
Rostanga pulchra är en snäckart som beskrevs av Frank Mace MacFarland 1905. Rostanga pulchra ingår i släktet Rostanga och familjen Rostangidae. Inga underarter finns listade i Catalogue of Life.